# Piotr Lasota
Piotr Lasota (ur. 28 kwietnia 1876 w Domaninie, zm. 21 marca 1942 w Ostrowie Wielkopolskim) – polski mistrz rzeźnicki, polityk, działacz społeczny i cechowy, poseł na Sejm Ustawodawczy i III kadencji w II RP z ramienia Zjednoczenia Mieszczańskiego oraz Stronnictwa Narodowego.

## Życiorys
Po szkole elementarnej zdobył tytuł mistrza rzeźnickiego, a następnie otworzył sklep z wędlinami w Ostrowie Wielkopolskim. Nieco później zrezygnował z pracy w swoim zawodzie, nabywszy cegielnię w Przygodzicach w powiecie ostrowskim. W czasie I wojny światowej służył w wojsku niemieckim w stopniu plutonowego.
W politykę zaangażował się w 1918, rozpoczynając działalność w wielkopolskim Zjednoczeniu Mieszczańskim, z którego ramienia został w czerwcu 1919 wybrany posłem na Sejm Ustawodawczy z I okręgu poznańskiego. Jako poseł pracował w komisji komunikacyjnej. Angażował się także lokalnie, będąc przewodniczącym rady miejskiej i członkiem magistratu Ostrowa, przedstawicielem w sejmiku powiatowym i prezesem Towarzystwa Przemysłowego. W mieście zorganizował spółdzielnie: rzeźnicką, szewską i krawiecką, miał też wkład w zainicjowanie budowy elektrowni. Od 1919 był także członkiem Zarządu Wojewódzkiego Związku Towarzystw Przemysłowych i Rzemieślniczych w Poznaniu.
Od 1928 związany ze Stronnictwem Narodowym, z którego ramienia na terenie powiatu ostrowskiego organizował komitety wyborcze do Sejmu i rad miejskich. W tym samym roku należał do związanej z endecją grupy członków towarzystw, którzy w Wielkopolsce przejęli władzę w Towarzystwach Przemysłowych i Rzemieślniczych; z ramienia tej grupy został w 1930 wiceprezesem. Członek Rady Wojewódzkiej Wielkopolskiego Związku Rzemieślników Chrześcijańskich. Dwa lata później, został wybrany posłem na sejm z listy Stronnictwa okręgu Poznań–wieś; w sejmie zajmował się ochroną interesów rzemiosła i drobnego przemysłu wielkopolskiego. W 1931 występował przeciw umowie gospodarczej z Niemcami, a w 1934 – przeciw nowemu prawu przemysłowemu. W latach 1930–1935 był w składzie Zarządu Wojewódzkiego SN w Poznaniu, w Wydziale Rzemieślniczo-Kupieckim. Po 1935 zrezygnował z szerszej działalności politycznej.
Na początku okupacji niemieckiej pracował na terenie powiatu ostrowskiego jako urzędnik w cegielniach; ukrywał się od 1940, obawiając się aresztowania. Zmarł w Ostrowie i został pochowany na cmentarzu przy ul. Limanowskiego.

## Rodzina
Był synem rzemieślnika Józefa i Konstancji z domu Ceglarek. Ożenił się z Marią Finke, z którą nie miał dzieci.